# Euthesaura glycina
Euthesaura glycina is een vlinder uit de familie van de Tineodidae. De wetenschappelijke naam van de soort is voor het eerst geldig gepubliceerd in 1922 door Turner.